# Cerna Moghila, Haskovo
Cerna Moghila (în bulgară Черна Могила) este un sat în comuna Harmanli, regiunea Haskovo,  Bulgaria. 

## Demografie
Componența etnică a satului Cerna Moghila
     Bulgari (97,22%)
     Turci (2,77%)
     Nicio identificare (0%)
     Altele (0%)
La recensământul din 2011, populația satului Cerna Moghila era de 108 locuitori. Din punct de vedere etnic, majoritatea locuitorilor (97,22%) erau bulgari, cu o minoritate de turci (2,77%). Pentru 0,0% din locuitori nu este cunoscută apartenența etnică.